# 474 (tal)
474 är det naturliga talet som följer 473 och som följs av 475.

## Inom vetenskapen
- 474 Prudentia, en asteroid.

## Inom matematiken
- 474 är ett jämnt tal.
- 474 är ett sammansatt tal.
- 474 är ett sfeniskt tal.
- 474 är ett polygontal.
- 474 är ett nonagontal.
- 474 är ett palindromtal i det decimala talsystemet.